# Elementární matematika

Skupina geometrických tvarů, kde daná barva je společná podobným tvarům. Tvary a základní geometrie jsou důležitá témata elementární matematiky.

Elementární matematika obsahuje matematické obory často vyučované na základní nebo střední škole. Nejzákladnější obory v elementární matematice jsou aritmetika a geometrie. V posledních desetiletích 20. století se začala věnovat větší pozornost oborům pravděpodobnost a statistika a též řešení problémů.
Na střední škole hlavními obory elementární matematiky jsou algebra a trigonometrie. Kalkulus, i když se někdy považuje za látku pro pokročilé středoškoláky, obvykle je vyučován až na univerzitě.
Znalost elementární matematiky je nutná pro mnoho profesí, včetně tesařiny, instalatérství a autoservisu, stejně jako předpoklad pro každé pokročilé studium matematiky, vědy, inženýrství, medicíny, obchodu, architektury a pro mnoho jiných odvětví.